# Craig Thompson
Craig Matthew Thompson (Traverse City, 21 settembre 1975) è un fumettista statunitense.
È conosciuto soprattutto per Blankets, opera pubblicata nel 2003 dalla casa editrice Top Shelf che gli ha valso il riconoscimento di prestigiosi premi, tra i quali quattro Harvey Awards, due Eisner Awards e due Ignatz Awards. Nel 2007, la copertina per l'album Friend and Foe dei Menomena ha ricevuto il Grammy Award for Best Recording Package.

## Biografia
Thompson è cresciuto nella Contea di Marathon nel Wisconsin settentrionale, in un'"omogenea comunità agricola". Ecco come egli stesso descrive la sua vita: "Ho guidato trattori, raccolto balle di fieno, allevato bestiame, coltivato radici e bacche di ginseng. Tom Cruise mi ha presentato a un premio d'arte. Ho lavorato al McDonald's e come commesso di un grande magazzino, e mi è capitato di scroccare del cibo. Non avevo la macchina, ma solo una bicicletta sgangherata e uno skateboard con un teschio sopra. Ora, purtroppo, possiedo una macchina che uso soprattutto per andare sulla costa a fare surf. Lo skateboard è impolverato ed è dimenticato in fondo ad un armadio".
I genitori sono "cristiani rinati" (in inglese "Born again Christian", locuzione che si attribuisce a fedeli fondamentalisti di religione protestante, che hanno riscoperto la fede in età adulta). Già da piccolo ebbe una forte passione per il disegno e per l'arte, e nelle scuole superiori era riconosciuto come un giovane artista locale. Ha frequentato l'Università del Wisconsin per tre semestri durante i quali ha cominciato a disegnare strisce per il giornale del college. Dopo aver passato un semestre al Milwaukee Institute of Art & Design, Thompson lasciò la sua casa paterna nel 1997 e si stabilì a Portland nell'Oregon. Fu assunto per qualche tempo dal Dark Horse Comics: in quel periodo lavorò durante il giorno e si dedicò ai propri personali progetti di notte.
Debuttò nel fumetto nel 1999 con il semi-autobiografico Addio Chunky Rice, che gli fu ispirato dal trasferimento a Portland e dai suoi autori preferiti di quand'era bambino: Jim Henson, Dr. Seuss e Tim Burton. Grazie a quest'opera Thompson vinse nel 2000 l'Harvey Award per la migliore opera prima e ricevette una nomination agli Ignatz Awards nella categoria artisti emergenti. Successivamente sviluppò due mini comics: Bible Doodles nel 2000 e Doot Doot Garden nel 2001.
Già alla fine del 1999, Thompson aveva cominciato a lavorare al graphic novel autobiografico Blankets, che, pubblicato tre anni e mezzo più tardi, gli conferì fama in tutto il mondo. L'editore americano pubblicizzò l'opera con largo anticipo, enfatizzandone la corposità - la prima edizione era composta di 600 pagine - e il tema, insolito per un fumetto, dell'educazione sentimentale in una ristretta comunità di cristiani oltranzisti. Nel 2003 il magazine Time nominò Blankets graphic novel dell'anno: "È un fumetto - scrisse il critico Andrew D. Arnold -, ma anche un grande romanzo americano".
"Il suo è un romanzo di formazione, un'opera piena e matura più delle successive opere. Sia in Blankets che in Good bye Chunky Rice sono proprio i ricordi una gabbia dalla quale il protagonista sembra voler fuggire. Una fuga da una realtà oppressiva, che se nella prima opere può manifestarsi in due sole attività, sognare e disegnare, nella seconda sembra destinata a concretizzarsi."
Con Blankets Thompson vinse nel 2004 due Eisner Awards, per la miglior opera e la migliore sceneggiatura, tre Harvey Awards come miglior artista, miglior fumettista e miglior opera originale e due Ignatz Awards per la miglior opera e il miglior artista emergente. L'opera venne tradotta in 13 lingue e pubblicata in Italia da Coconino Press.
Nel 2004 Thompson inizia a lavorare ad Habibi, una nuova graphic novel ispirata alla cultura araba, alla calligrafia a alla mitologia islamica. "Sto facendo con l'Islam quel che ho fatto con il Cristianesimo in Blankets," ha dichiarato in un'intervista del 2005. L'opera è stata pubblicata nel settembre 2011.

## Stile ed influenze

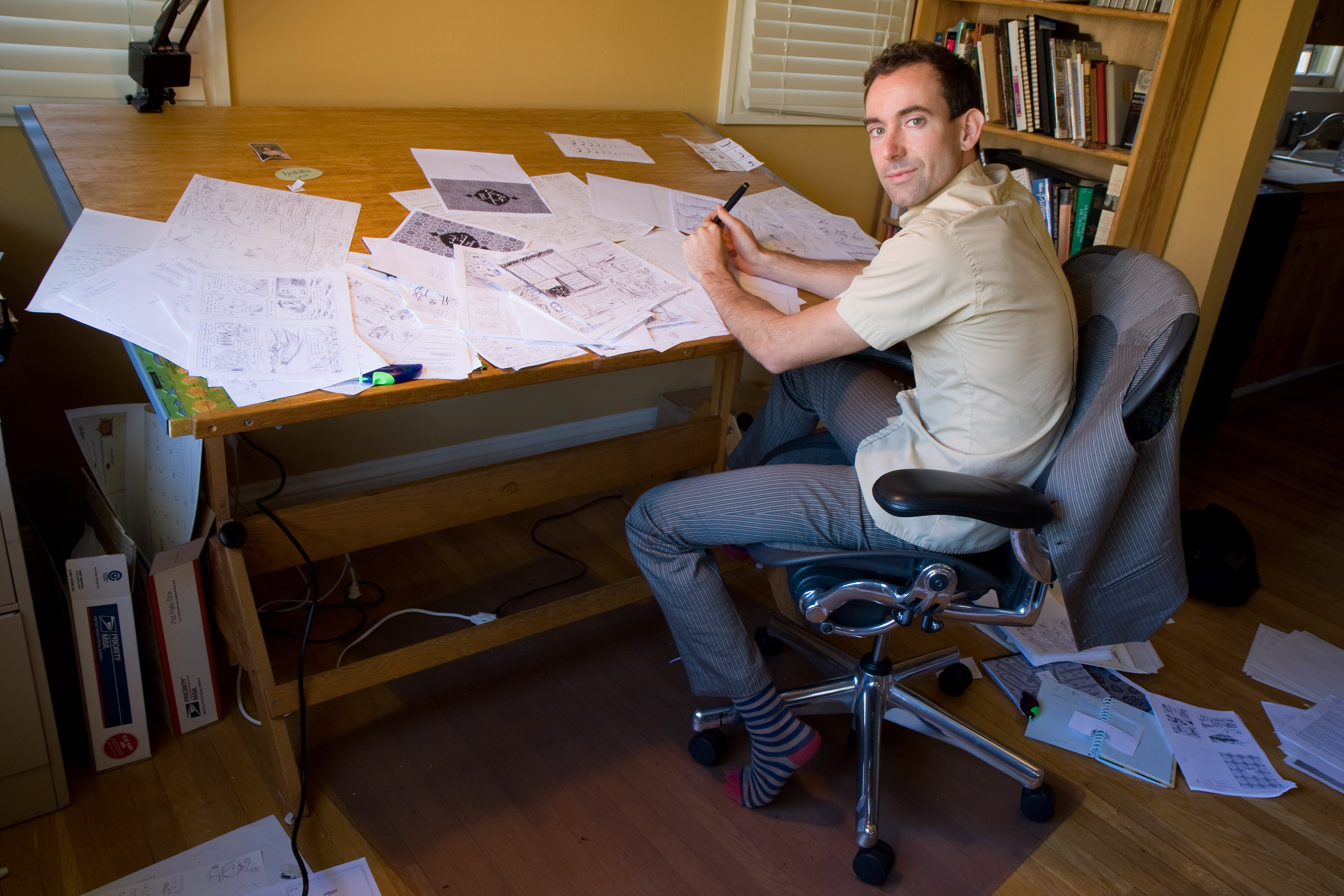
Craig Thompson nel suo studio

Lo stile di Thompson è vario ed elegante. Egli cambia continuamente il modo di descrivere personaggi ed ambienti, adattandoli alle situazioni. Lo scopo, dichiarato dallo stesso autore, è di ottenere forza dinamica, cercare di rendere il movimento. È per questo che non si può riconoscere il suo modo di raccontare e di disegnare in un singolo genere: Thompson sa passare con pochi tratti dalla commedia al dramma, dalla leggerezza all'angoscia. In un'intervista realizzata da Paul Karasik per l'edizione italiana di Blankets pubblicata da La Repubblica, Thompson dichiara di aver sentito l'influenza dei fumettisti europei più che di quelli statunitensi. In particolare Edmond Baudoin, Blutch, David B. e Lewis Trondheim. Riconosce inoltre debiti verso Alex Robinson, Scott McCloud, Eric Gill, Taro Yashima, Daniel Clowes, Chris Ware, Joe Sacco e David Mazzucchelli.

## Opere

### Graphic novels
- Addio Chunky Rice (1999)
- Blankets (2003)
- Carnet di viaggio (2004)
- Habibi (2011)
- Polpette Spaziali (2015)
- Ginseng Roots (2020)

### Mini-comics
- Bible Doodles (2000)
- Doot Doot Garden (2001)